# Gelbkehlspecht
Der Gelbkehlspecht (Piculus flavigula) ist eine Vogelart aus der Familie der Spechte (Picidae).

Verbreitungsgebiet

Der Vogel kommt in Südamerika in Bolivien, Brasilien, Ecuador, Guyanas, Kolumbien, Peru, Suriname und Venezuela vor.
Der Lebensraum umfasst meist Terra Firme und Várzea mit feuchtem Wald, auch Galeriewald oder Waldrand, ebenso Sumpfgebiete im Amazonasbecken unterhalb von 700 m Höhe.
Die Art ist ein Standvogel.
Das Artepitheton kommt von lateinisch flavus ‚gelb‘ und lateinisch gula ‚Kehle‘.

## Merkmale
Der Vogel ist 19 bis 20 cm groß und wiegt zwischen 44 und 63 g. Das Männchen ist von der Stirn bis zum Nacken hellrot mit dunklen Federkielen, gelblich-grünen Zügeln und einem kurzen, breiten roten Kinnstreif. Der Rest des Kopfes einschließlich Kinn und Kehle sind hell goldgelb. Die Oberseite ist gelblich-grün, manchmal mit einzelnen blasseren Stellen. Die Flugfedern sind bräunlich-schwarz mit zimtfarbenen Flecken, die Oberschwanzdecke ist schwarz mit grünlichen Rändern. Die Unterseite ist grün, an der Brust mit weißlichen Federkielen und dunklen Spitzen, Richtung Steiß und Unterschwanzdecken zunehmend geschuppt oder gebändert. Die Flügelunterseite mit blasseren Flügeldecken ist etwas gebändert. Der ziemlich kurze Schnabel ist spitz mit leicht gekrümmtem First, zwischen den Nasenlöchern schmal, grau-schwarz mit blasserer Basis und blasserem Unterschnabel. Die Iris ist braun, die Beine sind dunkel grün-grau.
Beim Weibchen ist der Kopf goldgelb mit einer hellroten Haube auf dem Scheitel. Jungvögel sind matter und grüner auf der Oberseite mit weniger Gelb am Kopf. Die Unterseite ist weniger gezeichnet.

## Geografische Variation
Es werden folgende Unterarten anerkannt:
- P. f. flavigula (Boddaert, 1783), Nominatform – Osten Kolumbiens und Süden Venezuelas über Guyanas bis Norden Brasiliens
- P. f. magnus (Cherrie & Reichenberger, 1921), – Nordostecuador und Südostkolumbien bis Nordbolivien und Westbrasilien, in beiden Geschlechtern goldgelber Kinnstreif
- P. f. erythropis (Vieillot, 1818), – Osten und Südosten Brasiliens, kleiner

## Stimme
Der Ruf wird als weithin hörbares zischendes oder pfeifendes „queea“, „shaa, gheh“ oder „shreeyr“ beschrieben.

## Lebensweise
Die Nahrung besteht hauptsächlich aus Ameisen, die einzeln, paarweise oder in gemischten Jagdgemeinschaften auf den Bäumen gesucht werden, dabei wird gerne gepickt und gehackt.
Die Brutzeit liegt vermutlich im November in Kolumbien und Venezuela, zwischen Mai und Juli in Guayana und zwischen August und Dezember in Brasilien und Bolivien. Die Nisthöhle wird in einem Aststumpf in mäßiger Höhe angelegt.

## Gefährdungssituation
Die Art gilt als nicht gefährdet (Least Concern), jedoch ist der Bestand rückläufig. Nach Schätzungen von Stand 2016 könnte der Gelbkehlspecht 16 bis 18 % seines Habitats über die nächsten drei Generationen (13 Jahre) verlieren, was einem geschätzten Populationsrückgang von bis zu 25 % entspricht.